# 香芝駅
香芝駅（かしばえき）は、奈良県香芝市下田西一丁目にある、西日本旅客鉄道（JR西日本）和歌山線の駅である。

## 歴史
- 1891年（明治24年）3月1日：大阪鉄道 (初代)の王寺駅 - 高田駅間延伸開業の際に下田駅（しもだえき）として開業[1][2]。
- 1900年（明治33年）6月6日：関西鉄道が大阪鉄道の路線を承継し、同社の駅となる[1]。
- 1907年（明治40年）10月1日：関西鉄道が国有化され、帝国鉄道庁の駅となる[1][2]。
- 1909年（明治42年）10月12日：線路名称が制定され、和歌山線の所属となる[1]。
- 1961年（昭和36年）10月1日：貨物の取り扱いを廃止[2]。
- 1984年（昭和59年）2月1日：荷物扱い廃止[2]。
- 1987年（昭和62年）4月1日：国鉄分割民営化により、西日本旅客鉄道（JR西日本）の駅となる[1][2]。
- 1999年（平成10年）2月15日：自動改札機を設置し、供用開始[3]。
- 2003年（平成15年）11月1日：ICカード「ICOCA」の利用が可能となる[4]。簡易型自動改札機で対応。
- 2004年（平成16年）3月13日：駅名を香芝駅に改称[1][5]。
- 2023年（令和5年）9月30日：みどりの窓口の営業を終了[6]。

## 駅構造
単式ホーム1面1線と島式ホーム1面2線、合計2面3線のホームを持つ地上駅。駅舎は1番のりば側にあり、島式の2・3番のりばへは跨線橋で結ばれている。
王寺駅が管理し、JR西日本交通サービスが駅業務を受託する業務委託駅である。ICカード乗車券「ICOCA」が利用することができ（相互利用可能ICカードはICOCAの項を参照）、自動券売機および簡易式の自動改札機が設置されている。
トイレは改札内に設置されている。また、バリアフリートイレが駅前に設置されている。

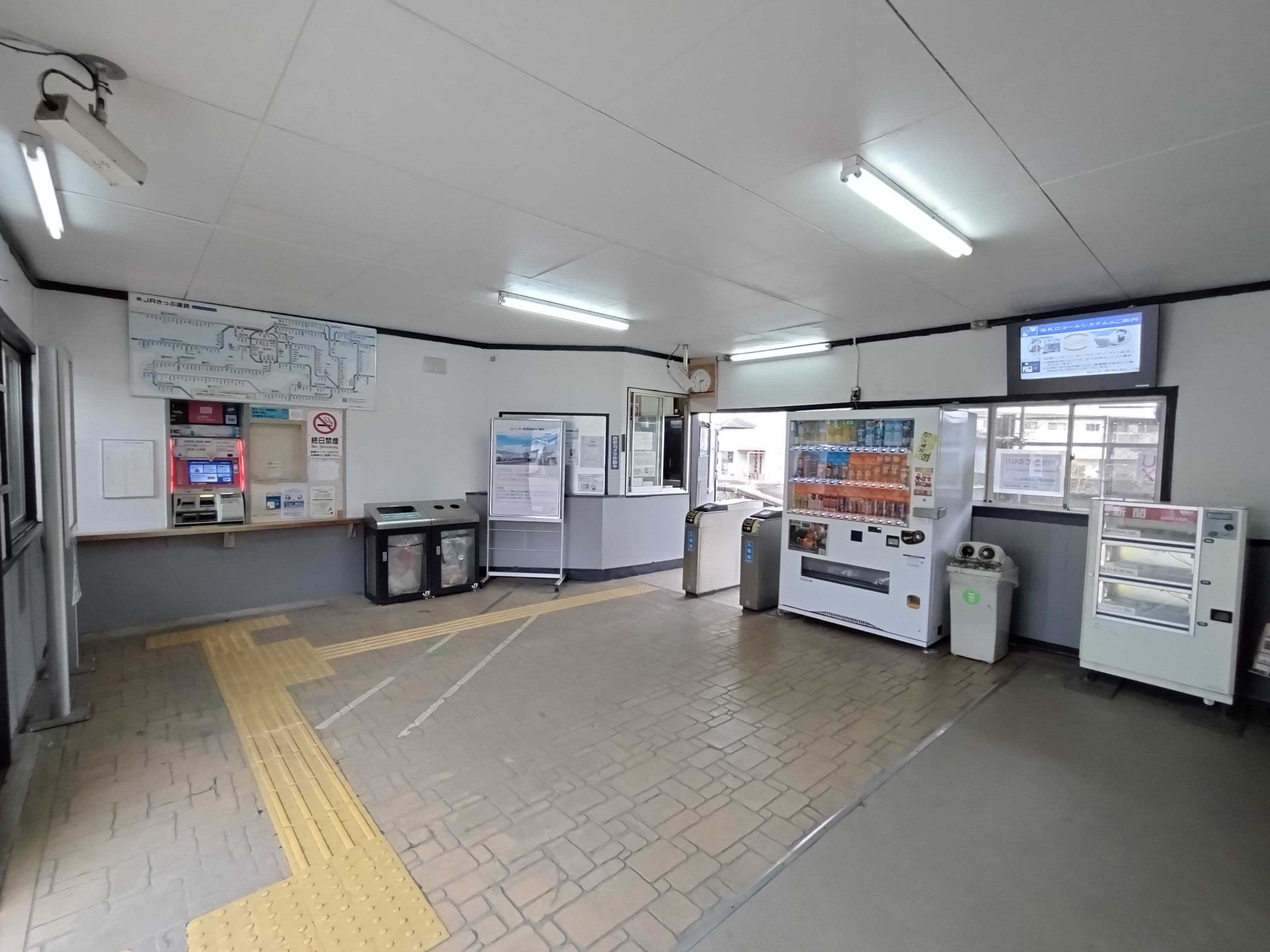
駅舎内待合室・改札（2024年2月）
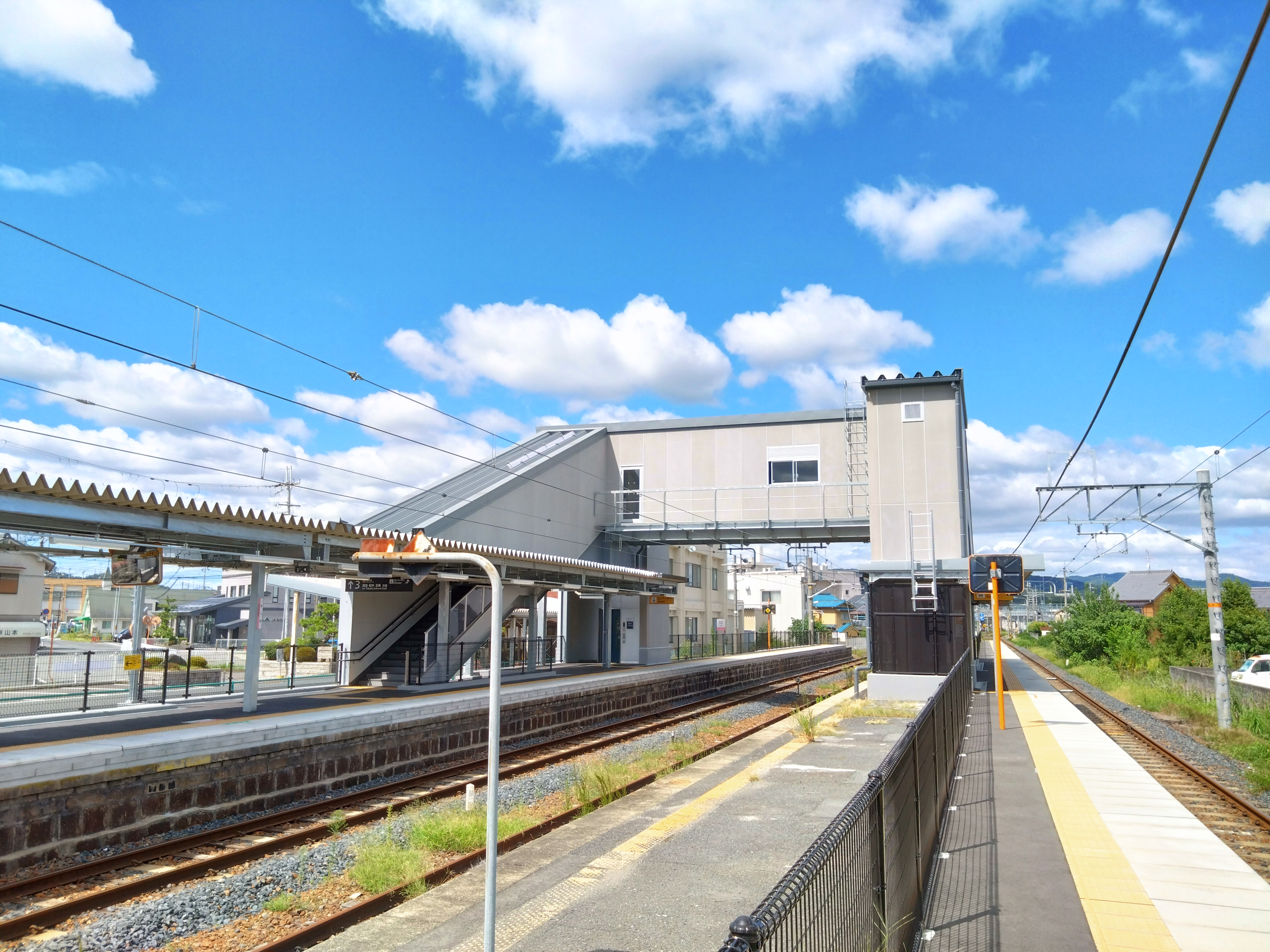
ホーム（2024年9月）

### のりば
| のりば | 路線     | 方向 | 行先                 |
| ------ | -------- | ---- | -------------------- |
| 1      | 和歌山線 | 上り | 王寺・天王寺方面     |
| 2      | 和歌山線 | 上下 | 待避線               |
| 3      | 和歌山線 | 下り | 高田・桜井・五条方面 |

付記事項
- いずれののりばもホーム有効長は6両で、1番のりばが上り本線、2番のりばが中線、3番のりばが下り本線である。
- 2番のりば使用停止となっている。

## 利用状況
市名である「香芝」を冠しているが、特に香芝市の中心駅というわけではなく、周りに大規模な事業所や商業施設もないので、付近の住民の通勤通学利用が主体である。香芝市の実質的な中心駅は近鉄大阪線の五位堂駅であり市役所最寄り駅は近鉄下田駅である。東北東方向にある真美ヶ丘ニュータウンには近いものの、当駅へアクセスする道路が狭く路線バスの運行もないため、同ニュータウンからのアクセスの利便性は良くない。
JR西日本の移動等円滑化取組報告書によれば、2023年（令和5年）度の1日平均乗降人員は2,796人。
「奈良県統計年鑑」によると、1日平均乗車人員は以下の通りである。
| 年度   | 1日平均 乗車人員 |
| ------ | ---------------- |
| 2001年 | 1,900            |
| 2002年 | 1,833            |
| 2003年 | 1,846            |
| 2004年 | 1,746            |
| 2005年 | 1,761            |
| 2006年 | 1,812            |
| 2007年 | 1,833            |
| 2008年 | 1,850            |
| 2009年 | 1,811            |
| 2010年 | 1,790            |
| 2011年 | 1,668            |
| 2012年 | 1,664            |
| 2013年 | 1,669            |
| 2014年 | 1,593            |
| 2015年 | 1,584            |
| 2016年 | 1,572            |
| 2017年 | 1,608            |
| 2018年 | 1,586            |
| 2019年 | 1,582            |
| 2020年 | 1,304            |

## 駅周辺
- 香芝市役所
- ふたかみ文化センター
  - 香芝市民図書館（3階）
  - 二上山博物館（1階）
- 日本郵便 香芝郵便局
- 鹿嶋神社
- 奈良県農業協同組合（JAならけん）かしば支店
- 近鉄下田駅（近鉄大阪線） - 南西徒歩5分ほど。
- 国道168号

## バス路線
香芝市デマンド交通
市内約280か所に設定された乗降場所（官庁関連施設・銀行・郵便局・商業施設・医療施設・駅など）のほか、利用登録者の自宅にも直接向かう。
利用登録済の香芝市民のみ乗車可能。土曜・休日運休。

## その他
- 「下田駅」時代は、青森県にある東北本線（現・青い森鉄道線）の下田駅と区別するため、乗車券には「（和）下田」と記載されていた。

## 隣の駅
西日本旅客鉄道（JR西日本）
 和歌山線
■快速（大和路線直通）・■普通
志都美駅 - 香芝駅 - JR五位堂駅